# Chuuk

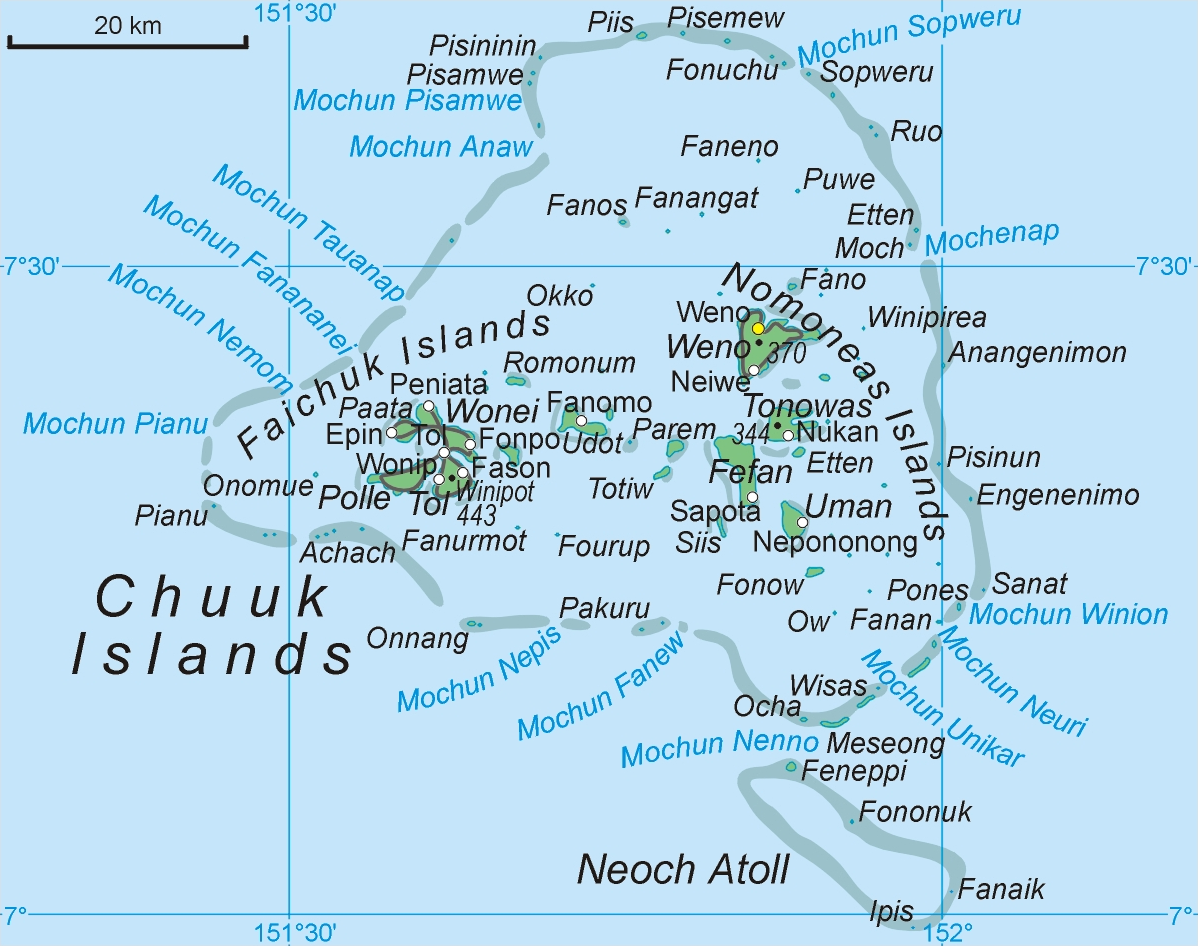
Harta insulelor Chuuk

Chuuk (în trecut: Truk, Ruk, Hogoleu, Torres, Ugulat sau Lugulus) este un grup de insule din vestul oceanului Pacific, parte din Arhipelagul Carolina. Este și unul din Statele Federate ale Microneziei împreună cu Kosrae, Pohnpei și Yap. Chuuk înseamnă munte în limba Chuukese.